# Deutsche Schlagercharts
Die Deutschen Schlagercharts sind unterschiedliche Hitparaden des Marktforschungsunternehmens GfK Entertainment, die wöchentlich oder monatlich veröffentlicht werden. Sie gelten als offizielle Schlagercharts in Deutschland.

## Hintergrund

### Allgemeine Informationen
Die Offiziellen Deutschen Schlagercharts werden im Auftrag des Bundesverband Musikindustrie (BVMI) vom deutschen Marktforschungsunternehmen GfK Entertainment ermittelt. Sie erfassen Verkäufe von Bild- beziehungsweise Tonträgern, Downloads und Musikstreamings mit Deutschem Schlager an Endverbraucher. Es handelt sich hierbei um „Repertoire-Charts“, die das Marktsegment „Deutscher Schlager“ abbilden. Dabei bilden sie einen Auszug aus den regulären deutschen Album- oder Singlecharts ab, in denen Verkäufe unabhängig von jeglichen Repertoire-Segmenten erfasst werden. Bei den Offiziellen Deutschen Schlagercharts handelt sich nicht nur um Repertoire-Charts, sondern ebenso um „Artist-Charts“, das heißt, Sampler werden nicht berücksichtigt. Eine parallele Platzierung eines Produktes sowohl in den Top-100-Charts als auch in den Schlagercharts ist daher nicht nur grundsätzlich möglich, sondern ist bei stark verkaufenden Produkten die Regel.
Die Einführung der Schlagercharts erfolgte im Januar 2001. Hierbei wurden zunächst die 20 erfolgreichsten Schlagerprodukte separat für Alben und Singles monatlich ermittelt. Ab 2004 wurden die Schlagercharts nur noch für Alben ermittelt. Bis Juni 2015 erfolgte eine monatliche Chartauswertung der 20 erfolgreichsten Schlageralben, die vom deutschsprachigen Online-Musikdienst Musicline.de publiziert wurde. Ab dem 3. Juli 2015 wurden die Schlagercharts wöchentlich ermittelt und durch das deutschsprachige Musikportal Schlager.de publiziert. Neben den wöchentlichen Chartlisten veröffentlichte die GfK Entertainment von April 2018 bis Dezember 2022 parallel wieder monatliche Hitlisten. Hierbei handelte es sich um eine Zusammenstellung der 50 erfolgreichsten Produkte eines Monats, ganz nach dem Vorbild, wie es vor der wöchentlichen Publizierung war, nur dass diese Hitparade parallel und mit 50 anstatt 20 Titeln geführt wurde. Diese wurden im Auftrag der MDR-Musikshow Die Schlager des Monats erstellt und monatlich in ebendieser komplett präsentiert. Seit dem Chartjahr 2019 werden auch unregelmäßig Jahrescharts publiziert.
Laut einem Artikel des MDR, erfolgte mit der Chartausgabe vom 21. Oktober 2022 die Aufstockung der wöchentlichen Charts auf eine Top-50-Hitparade. Seit März 2025 bietet die GfK Entertainment ein Chartarchiv mit allen Chartausgaben, seit Beginn der wöchentlichen Charterhebung am 3. Juli 2015. Allerdings ist dort keine Top-50-Hitparade hinterlegt, auch laut dem BVMI erfolgte stets nur eine Top-20-Auswertung.

### Qualifikationskriterien
Für die „Offiziellen Deutschen Schlagercharts“ sind nur solche Produkte qualifiziert, die eine „Händlerbreite“ von mindestens zwei „Händlergruppierungen“ erreichen, das heißt, mindestens zwei der in der Stichprobe erfassten Händlergruppierungen müssen (wöchentlich) mindestens ein Produkt des relevanten Titels verkauft haben, damit es sich für die Schlagercharts qualifizieren kann. Das bei der Ermittlung der Schlagercharts zugrunde gelegte Panel und die Bildung der Stichprobe entsprechen vollständig dem Panel zur Ermittlung der Top-100-Charts. Zugelassen sind alle Bild- beziehungsweise Tonträger, Downloads und Musikstreamings, die im Phononet-Artikelstamm als „Deutsche Schlagerprodukte“ gekennzeichnet sind, mit Ausnahme von Kompilationen beziehungsweise Samplern. Zur Abgrenzung von regulären Alben und Kompilationen gelten die gleichen Regeln wie für die Zusammenstellung der offiziellen Top-100-Charts. Es handelt sich um eine Kompilation, wenn auf dem Produkt Titel von mehr als zwei unterschiedlichen Interpreten (Solisten, Ensembles, Orchestern) enthalten sind. Ausgenommen hiervon sind Produkte, die als Projekt beziehungsweise zusammengehöriges Werk (z. B. Konzert) charakterisiert werden können. Sollten Produkte im Phononet-Artikelstamm als „Deutsche Schlagerprodukte“ gekennzeichnet sein, jedoch ganz offensichtlich nicht in dieses Repertoire-Segment gehören (Falschkennzeichnungen), soll die GfK Entertainment diese Titel nicht für die Schlagercharts berücksichtigen. Nicht als „Deutscher Schlager“ geschlüsselte Produkte müssen der GfK Entertainment zur Aufnahme in die Schlagercharts unter Beifügung eines Musterexemplars angezeigt werden. In Zweifelsfällen entscheiden die vom Marketing-Ausschuss berufenen Prüfungsbeauftragten. Die Prüfung zur „Richtigkeit“ der Zuordnung erfolgt anhand der wöchentlichen „Deutschen Schlagertrends“, die den Prüfungsbeauftragten und von den Plattenfirmen benannten „Repertoire-Spezialisten“ von GfK Entertainment zur Verfügung gestellt werden.

## Chartlisten

### Alben

#### Wochencharts
Die Offiziellen Schlager Top 20 für Alben werden seit Januar 2001 ermittelt. Bis Juni 2015 erfolgte eine monatliche Top-20-Chartauswertung dieser Hitparade, die vom deutschsprachigen Online-Musikdienst Musicline.de publiziert wurde. Das erste Album, das die Chartliste anführte, stammt vom britischen Sänger Roger Whittaker, der mit seinem Studioalbum Wunderbar geborgen die Hitparade im Januar 2001 anführte. Ab dem 3. Juli 2015 wurden die Schlager-Albumcharts fortan wöchentlich ermittelt und durch das deutschsprachige Musikportal Schlager.de publiziert. Das erste Nummer-eins-Album im Zuge der Umstrukturierung stammt von der deutschen Schlagersängerin Helene Fischer, die sich in der ersten Chartausgabe am 10. Juli 2015 mit ihrem sechsten Studioalbum Farbenspiel an der Chartspitze platzieren konnte. Seit März 2025 werden die Charts nur noch exklusiv durch die GfK Entertainment publiziert.
Liste der erfolgreichsten Alben in den wöchentlichen deutschen Schlagercharts
Diese Liste beinhaltet alle Alben – in chronologischer Reihenfolge nach ihrer Verweildauer absteigend – die mindestens 13 Wochen an der Chartspitze der Schlager-Albumcharts standen. Monatliche Chartangaben wurden ebenfalls in Wochen umgewandelt, jeder Tag außerhalb von ganzen Wochen fließt mit etwa 0,14 in die Berechnung ein:
| Jahr | Titel                  | Interpret                                     | Verweildauer                         | Zeitraum |
| ---- | ---------------------- | --------------------------------------------- | ------------------------------------ | --- |
| 2013 | Farbenspiel            | Helene Fischer                                | 90,00 Wochen (17 Monate + 15 Wochen) | 1. November 2013 – 31. Oktober 2014 1. Dezember 2014 – 28. Februar 2015 1. Mai 2015 – 16. Juli 2015 4. September 2015 – 19. November 2015 1. Januar 2016 – 14. Januar 2016 1. Dezember 2023 – 7. Dezember 2023 |
| 2002 | Best Of                | Andrea Berg                                   | 69,14 Wochen (16 Monate)             | 1. Februar – 28. Februar 1. Juli – 31. Juli 1. September – 30. September 1. Mai 2003 – 30. Juni 2003 1. September 2003 – 30. September 2003 1. Januar 2004 – 31. Januar 2004 1. März 2004 – 30. April 2004 1. Juni 2004 – 31. Juli 2004 1. Januar 2005 – 28. Februar 2005 1. Mai 2005 – 30. Juni 2005 1. Dezember 2005 – 31. Dezember 2005                                   |
| 2010 | Best of Helene Fischer | Helene Fischer                                | 69,14 Wochen (15 Monate + 4 Wochen)  | 1. Juli – 31. Oktober 1. Februar 2011 – 28. Februar 2011 1. September 2011 – 30. September 2011 1. Juli 2012 – 30. September 2012 1. November 2012 – 30. November 2012 1. Januar 2013 – 31. Januar 2013 1. Juni 2013 – 30. September 2013 23. November 2018 – 29. November 2018 19. Mai 2023 – 25. Mai 2023 16. Juni 2023 – 22. Juni 2023 6. Oktober 2023 – 12. Oktober 2023 |
| 2017 | Helene Fischer         | Helene Fischer                                | 35 Wochen                            | 19. Mai – 13. Juli 21. Juli – 7. August 1. September – 21. September 13. Oktober – 26. Oktober 3. November 2017 – 18. Januar 2018 |
| 2005 | Tausend Rosen Für Dich | Semino Rossi                                  | 30,29 Wochen (7 Monate)              | 1. Juli – 31. Oktober 1. Februar 2006 – 30. April 2006 |
| 2008 | Zaubermond             | Helene Fischer                                | 26,14 Wochen (6 Monate)              | 1. August – 31. Oktober 1. März 2009 – 30. April 2009 1. September 2009 – 30. September 2009 |
| 2009 | So wie ich bin         | Helene Fischer                                | 26,00 Wochen (6 Monate)              | 1. Dezember 2009 – 31. März 2010 1. Mai 2010 – 30. Juni 2010 |
| 2006 | Ich denk an Dich       | Semino Rossi                                  | 25,86 Wochen (6 Monate)              | 1. September 2006 – 28. Februar 2007 |
| 2007 | So nah wie du          | Helene Fischer                                | 25,86 Wochen (6 Monate)              | 1. August – 30. September 1. Februar 2008 – 29. Februar 2008 1. April 2008 – 30. April 2008 1. Juni 3008 – 31. Juli 2008 |
| 2021 | Rausch                 | Helene Fischer                                | 22,00 Wochen                         | 22. Oktober 2021 – 13. Januar 2022 11. Februar 2022 – 17. Februar 2022 28. Oktober 2022 – 3. November 2022 2. Dezember 2022 – 15. Dezember 2022 2. Februar 2024 – 8. Februar 2024 16. Februar 2024 – 7. März 2024 16. August 2024 – 22. August 2024 |
| 2002 | Alles 2                | Wolfgang Petry                                | 21,71 Wochen (5 Monate)              | 1. Januar – 31. Januar 1. Dezember 2002 – 31. März 2003 |
| 2011 | Für einen Tag          | Helene Fischer                                | 21,71 Wochen (5 Monate)              | 1. Dezember 2011 – 29. Februar 2012 1. Mai 2012 – 30. Juni 2012 |
| 2011 | Abenteuer              | Andrea Berg                                   | 21,71 Wochen (5 Monate)              | 1. November – 30. November 1. März 2012 – 30. April 2012 1. März 2013 – 30. April 2013 |
| 2007 | Einmal ja – Immer ja   | Semino Rossi                                  | 21,43 Wochen (5 Monate)              | 1. November – 30. November 1. November 2008 – 28. Februar 2009 |
| 2016 | Seelenbeben            | Andrea Berg                                   | 18,00 Wochen                         | 15. April – 7. Juli 19. August – 8. September 16. September – 22. September 30. September – 6. Oktober 14. Oktober – 20. Oktober |
| 2006 | Splitternackt          | Andrea Berg                                   | 17,57 Wochen (4 Monate)              | 1. Mai – 31. August |
| 2010 | Schwerelos             | Andrea Berg                                   | 17,57 Wochen (4 Monate)              | 1. Dezember 2010 – 31. Januar 2011 1. März 2011 – 30. April 2011 |
| 2015 | Weihnachten            | Helene Fischer & Royal Philharmonic Orchestra | 17,00 Wochen                         | 20. November – 31. Dezember 25. November 2016 – 5. Januar 2017 30. November 2018 – 6. Dezember 2018 21. Dezember 2018 – 3. Januar 2019 20. Dezember 2024 – 2. Januar 2025 |
| 2019 | Ich muss dir was sagen | Kerstin Ott                                   | 14,00 Wochen                         | 8. November 2019 – 9. Januar 2020 28. Februar 2020 – 12. März 2020 10. April 2020 – 16. April 2020 25. September 2020 – 1. Oktober 2020 16. Oktober 2020 – 22. Oktober 2020 |
| 2011 | Augenblicke            | Semino Rossi                                  | 13,29 Wochen (3 Monate)              | 1. Juli – 31. August 1. Oktober – 31. Oktober |
| 2001 | Best Of                | Michelle                                      | 13,14 Wochen (3 Monate)              | 1. März – 31. Mai |
| 2004 | Du                     | Andrea Berg                                   | 13,14 Wochen (3 Monate)              | 1. August – 31. Oktober |
| 2009 | Zwischen Himmel & Erde | Andrea Berg                                   | 13,14 Wochen (3 Monate)              | 1. Mai – 31. Juli |
| 2020 | Das Album              | Thomas Anders & Florian Silbereisen           | 13,00 Wochen                         | 12. Juni – 30. Juli 23. Oktober – 29. Oktober 13. November – 19. Dezember |

#### Monatscharts
Die Offiziellen Schlager Top 50 für Alben wurden von April 2018 bis Dezember 2022 monatlich ermittelt. Die Ermittlung erfolgt auf der gleichen Basis wie die monatlichen Schlager Top 20 zwischen 2001 und 2015, nur dass diese Hitparade nun parallel zusätzlich zur wöchentlichen Ermittlung erfolgte und 50 anstatt der ehemals 20 Plätze beinhaltet. Das erste Album, das sich an der Chartspitze der wieder eingeführten monatlichen Auswertungen platzieren konnte, war die Kompilation Das Beste von Fantasy von der deutschen Schlagerband Fantasy. Die Offiziellen Deutschen Schlager Top 50 wurden an jedem letzten Freitag eines Monats von Bernhard Brink in der MDR-Show Die Schlager des Monats präsentiert.
Liste der erfolgreichsten Alben in den monatlichen deutschen Schlagercharts
Diese Liste beinhaltet alle Alben – in chronologischer Reihenfolge nach ihrer Verweildauer absteigend – die mindestens drei Monate an der Chartspitze der monatlichen Schlagercharts standen:
| Jahr | Titel                  | Interpret                           | Verweildauer | Zeitraum                                                          |
| ---- | ---------------------- | ----------------------------------- | ------------ | ----------------------------------------------------------------- |
| 2021 | Rausch                 | Helene Fischer                      | 5,00 Monate  | 1. Oktober – 31. Dezember 1. Oktober 2022 – 30. November 2022     |
| 2019 | Ich muss dir was sagen | Kerstin Ott                         | 3,00 Monate  | 1. November – 31. Dezember 1. September 2020 – 30. September 2020 |
| 2020 | Das Album              | Thomas Anders & Florian Silbereisen | 3,00 Monate  | 1. Juni – 30. Juni 1. Oktober – 30. November                      |

#### Jahrescharts
Die offiziellen Schlager-Jahrescharts werden seit 2019 unregelmäßig für Alben veröffentlicht. Diese wurden zunächst im Rahmen der Fernsehsendung Die Schlager des Monats, in einer Sondersendung mit dem Titel Die Schlagercharts, präsentiert, später durch die GfK Entertainment selbst.
| 2019 1. Andrea Berg – Mosaik 2. Roland Kaiser – Alles oder Dich 3. Kerstin Ott – Mut zur Katastrophe 4. Giovanni Zarrella – La vita è bella 5. Kerstin Ott – Ich muss dir was sagen 6. Ben Zucker – Wer sagt das?! 7. DJ Ötzi – 20 Jahre DJ Ötzi – Party ohne Ende 8. Helene Fischer – Helene Fischer Live – Die Stadion-Tour 9. Ben Zucker – Na und?! 10. Fantasy – Casanova 2020 1. Thomas Anders & Florian Silbereisen – Das Album 2. Kerstin Ott – Ich muss dir was sagen 3. Ramon Roselly – Herzenssache 4. Giovanni Zarrella – La vita è bella 5. Helene Fischer – Die Helene Fischer Show – Meine schönsten Momente (Vol. 1) 6. Ben Zucker – Wer sagt das?! 7. Roland Kaiser – Alles oder dich 8. Matthias Reim – MR20 9. Andrea Berg – Mosaik 10. Die Schlagerpiloten – Santo Domingo 2021 1. Helene Fischer – Rausch 2. Giovanni Zarrella – Ciao! 3. Ben Zucker – Jetzt erst recht! 4. Maite Kelly – Hello! 5. Nino de Angelo – Gesegnet & verflucht 6. Kerstin Ott – Nachts sind alle Katzen grau 7. Daniela Alfinito – Splitter aus Glück 8. Helene Fischer – Die Helene Fischer Show – Meine schönsten Momente (Vol. 1) 9. Wolfgang Petry – Auf das Leben 10. Beatrice Egli – Alles was du brauchst | 2022 1. Helene Fischer – Rausch 2. Roland Kaiser – Perspektiven 3. Andrea Berg – Ich würd’s wieder tun 4. Matthias Reim – Matthias 5. Giovanni Zarrella – Per sempre 6. Kerstin Ott – Best Ott 7. Daniela Alfinito – Löwenmut 8. Nino de Angelo – Gesegnet & verflucht 9. Kerstin Ott – Nachts sind alle Katzen grau 10. Michelle – 30 Jahre Michelle – Das war’s … noch nicht! 2023 Keine separate Chartauswertung erfolgt. 2024 1. Helene Fischer – Rausch 2. Ben Zucker – Heute nicht! 3. Beatrice Egli – Balance 4. Andrea Berg – Andrea Berg 5. Roland Kaiser – Perspektiven 6. Ikke Hüftgold – Nummer eins 7. Die Amigos – Stimmen der Nacht 8. Fantasy – Phönix aus der Asche 9. Maite Kelly – Nur Liebe 10. Udo Jürgens – Udo 90 |

### Singles
Die Einführung der Offiziellen Deutschen Schlager Top 20 für Singles erfolgte im Januar 2001. Diese wurden bis Dezember 2003 monatlich parallel zu den Schlager-Albumcharts publiziert.